# نيو بالاس (شتوتغارت)
 نيو بالاس (بالألمانية:Neues Schloss) هو قصر من القرن الثامن عشر مبني علي نظام العمارة الباروكية وهو واحد من آخر قصور المدينة الكبيرة التي بنيت في جنوب ألمانيا. يقع القصر في مُنتصف شتوتغارت في ميدان شلوسبلاتز (Schlossplatz (Stuttgart)) أمام 

## معرض الصور

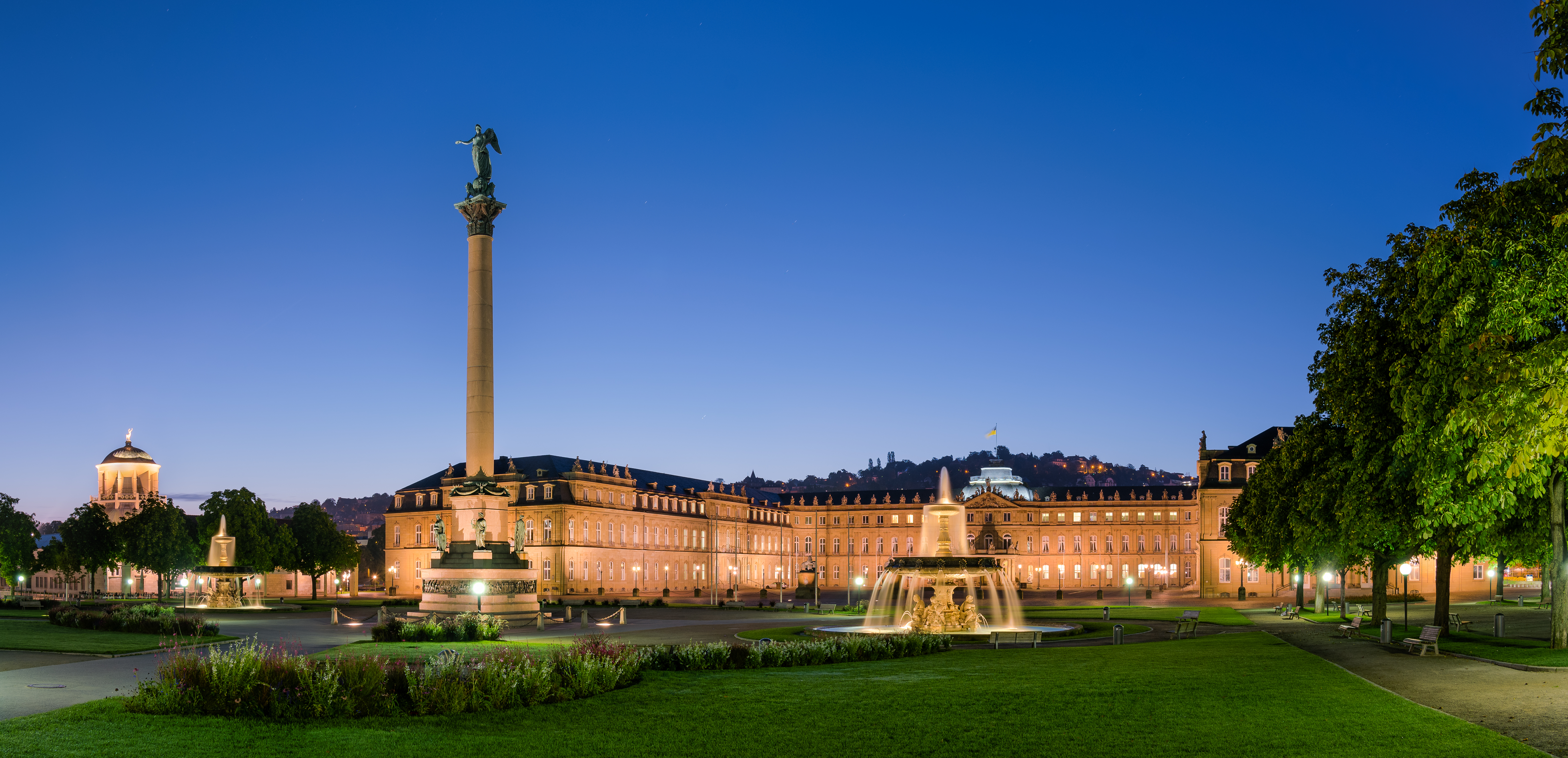
New Castle at Dusk
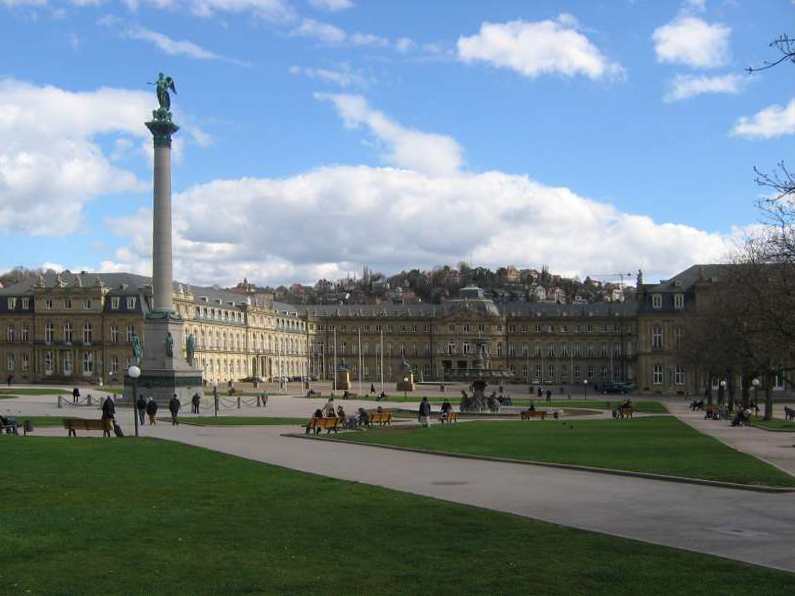
Schlossplatz with New Castle
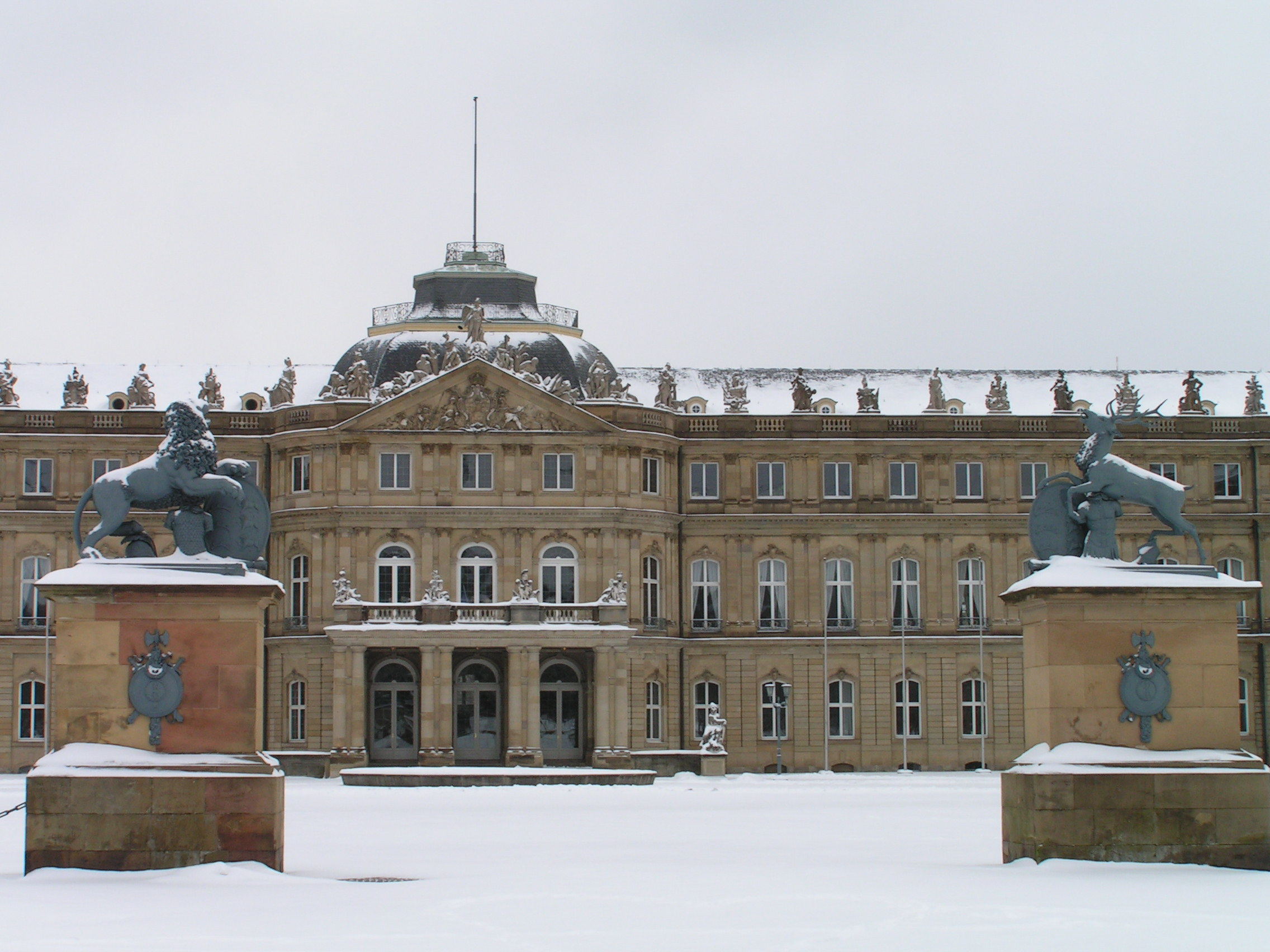
New Castle in winter
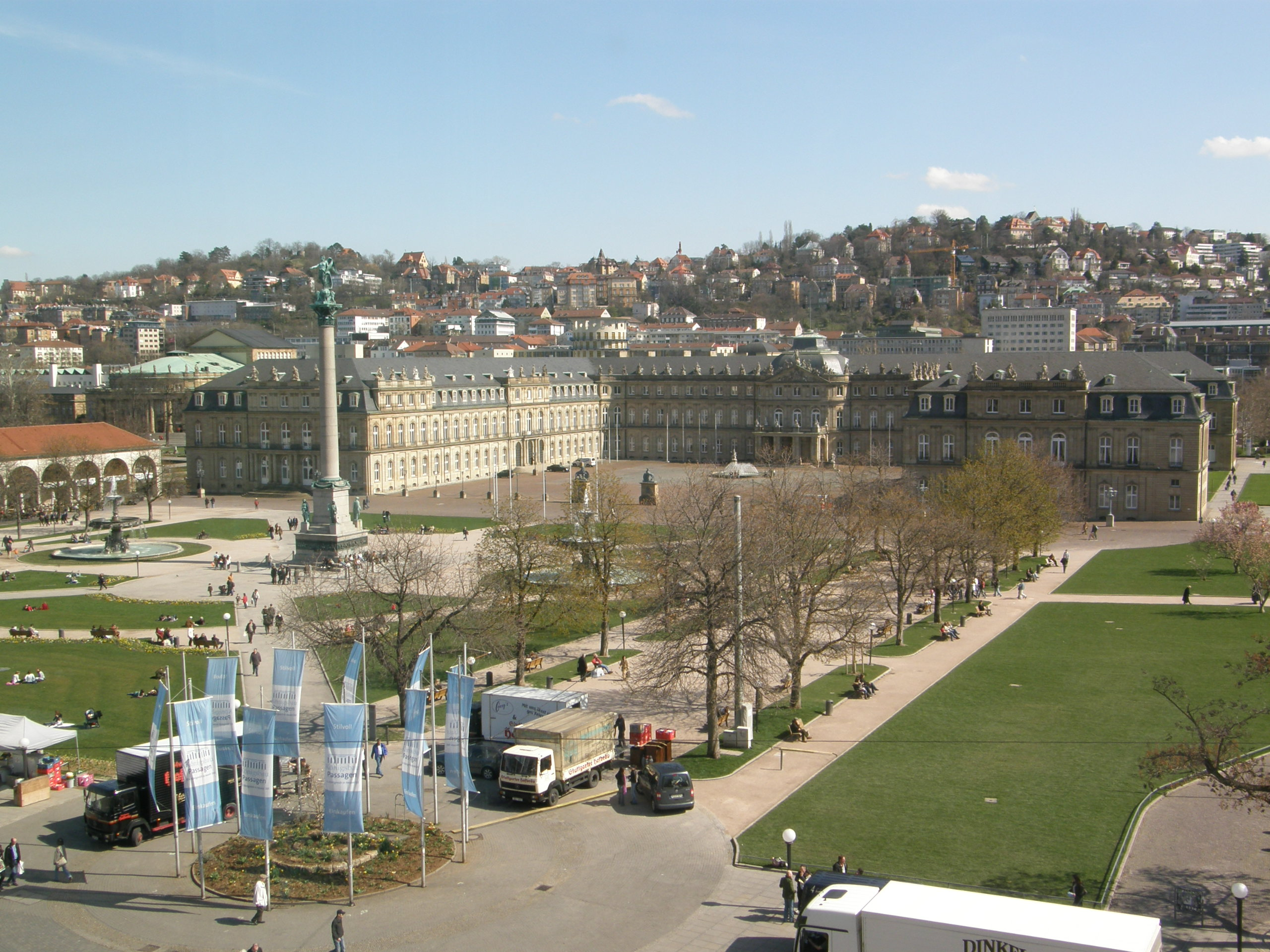
The New Castle viewed from the New Gallery
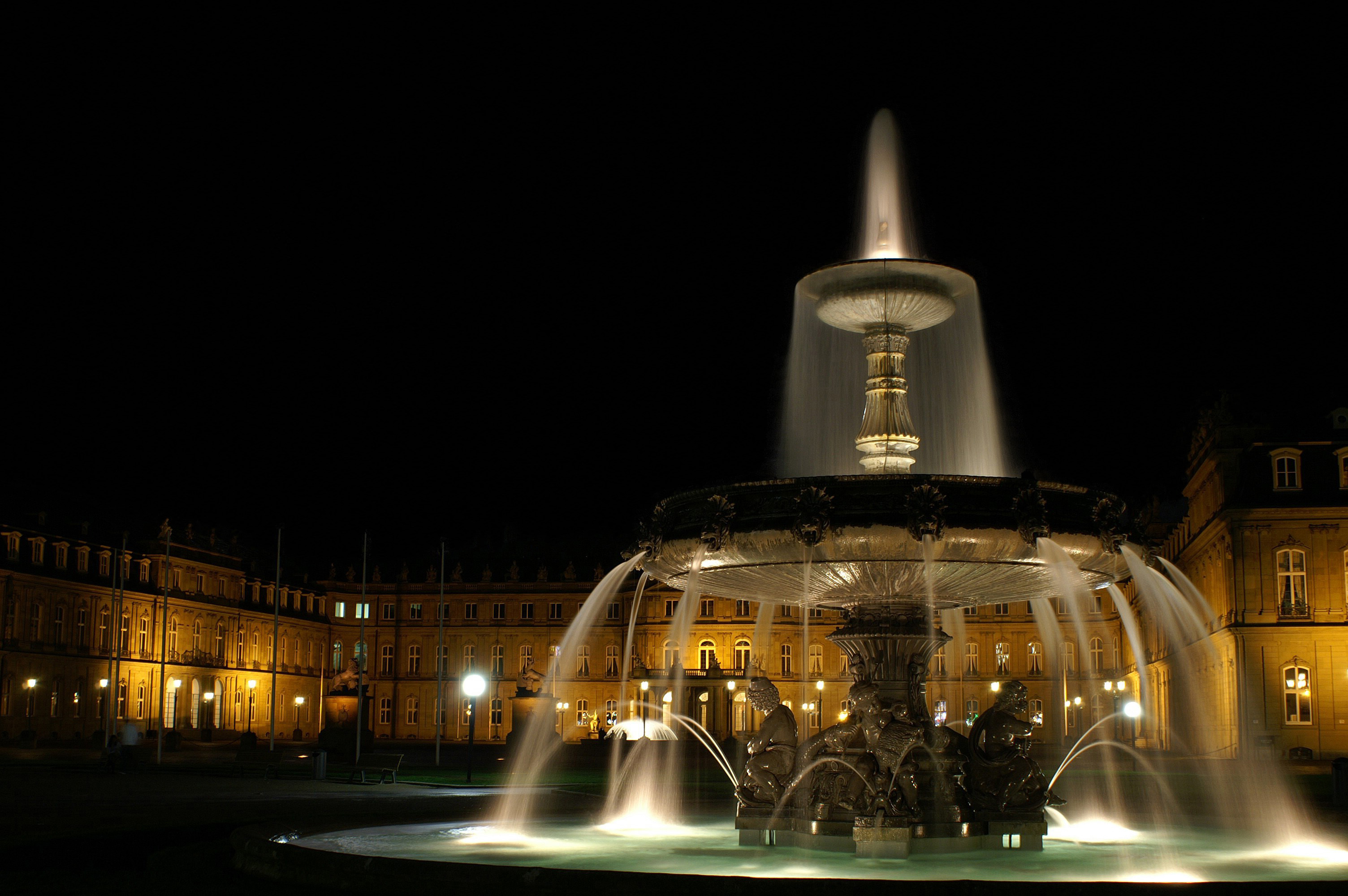
Fountains in front of the New Castle at night
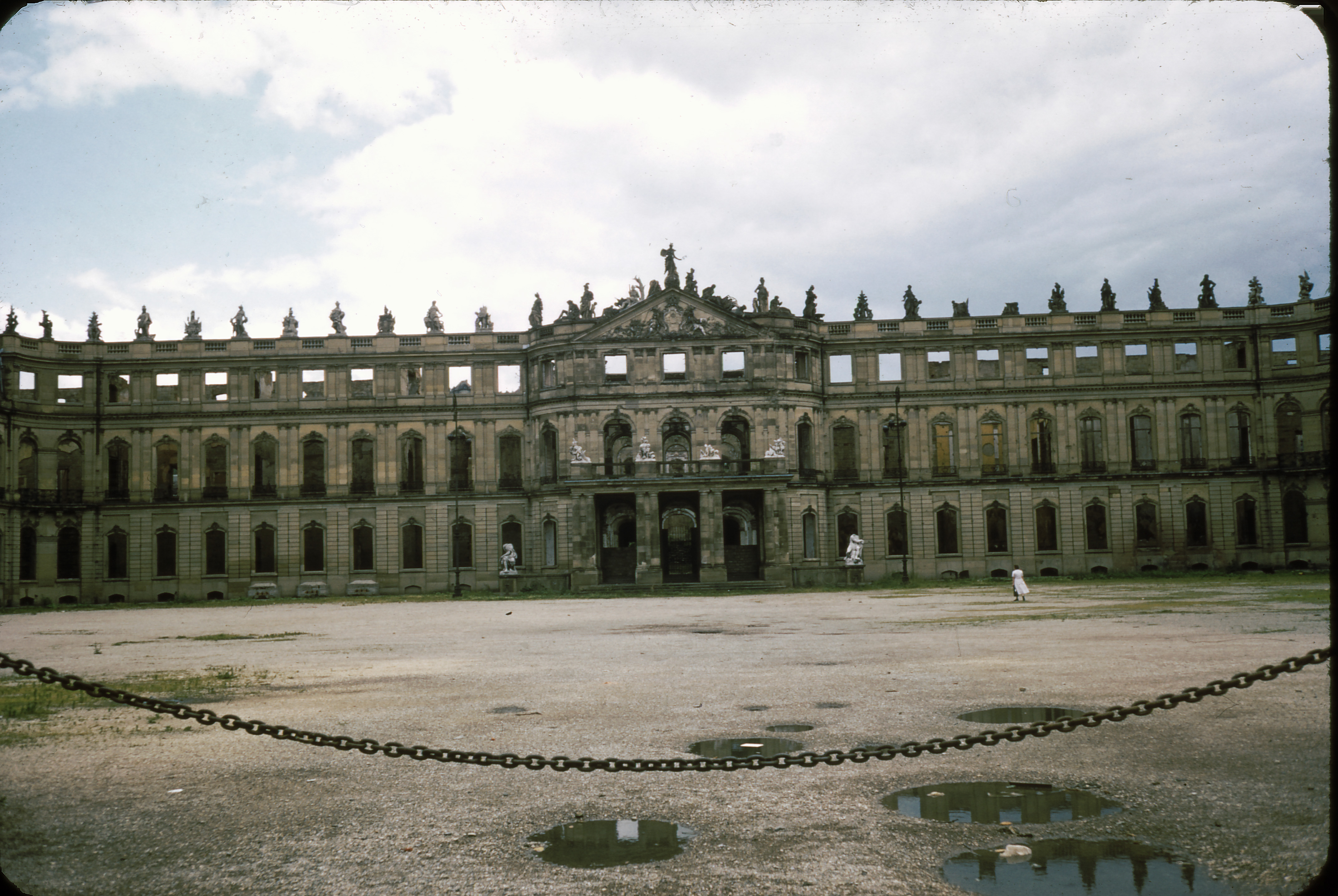
Neues Schloss Stuttgart in 1955 or 1956, prior to restoration
Panoramic shot

## أعلام
- ريتشارد فون فايتسكر